# Psychotria adenophylla
Psychotria adenophylla är en måreväxtart som beskrevs av Nathaniel Wallich. Psychotria adenophylla ingår i släktet Psychotria och familjen måreväxter. Inga underarter finns listade i Catalogue of Life.